# Žraločí zátoka
Žraločí zátoka (anglicky Shark Bay) je velký mělký záliv, nacházející se v Západní Austrálii, asi 650 kilometrů od města Perth. Žraločí zátoka představuje botanicky a zoologicky cennou lokalitu vzhledem k tomu, že se nachází v oblasti, kde se stýkají vody tropického a mírného pásu. Je domovem mnoha druhů organismů obou těchto biotopů. Pro své mimořádné přírodní bohatství je od roku 1991 zapsána na seznamu světového dědictví UNESCO. Celková rozloha (vodní plochy i souše) chráněného území je 22 009 km².
Zátoka je rozlehlou, polouzavřenou vodní plochou, která je od otevřeného Indického oceánu oddělena řadou bariérových ostrovů (největší z nich jsou Bernier, Dorre a Ostrov Dirka Hartoga). Na šířku měří přibližně 100 km, na délku 200 km, její plocha je 13 000 km². Průměrná hloubka vody je 9 m, maximální pak 29 m. Na linii ostrovů navazuje nízký poloostrov Edel. Ve své jižní části je Žraločí zátoka rozdělena poloostrovem Peron-Nanga na mělké zálivy Demham Sound a Freycinet Harbour na západě, L’haridon Bight a Hamelin Pool na východě. V jižní části zátoky se rozprostírá známá pláž Shell Beach tvořená drobnými lasturami mušlí.

## Flóra a fauna
Nacházejí se zde jedny z nejrozlehlejších plání mořské trávy na světě. Oplývají neobyčejnou rozmanitostí druhů a zabírají celkovou plochu přes 4 000 km². Pouze Wooramel Seagrass Bank, pokryté mořskou trávou, se táhne 130 kilometrů podél pobřeží. Mořská tráva (nejrozšířenější druhy jsou Amphibolis antarctica a Posidonia australis), která je ve skutečnosti společenstvím kvetoucích rostlin, přispívá k obrovské rozmanitosti podmořského života.
Mladí garnáti, maličké rybky a bezpočet dalších mořských živočichů v ní nacházejí útočiště. Pláně pokryté mořskou trávou poskytují hojnost potravy i asi 10 000 dugongů, nazývaným také „mořské krávy“. Tito savci, kteří váží až 400 kilogramů, pomalu spásají obrovské podmořské pastviny, někdy ve více než 100členných stádech. Oblast severní Austrálie od Žraločí zátoky na západě po Moreton Bay na východě je dnes domovem většiny dugongů na Zemi.
K rozmanitosti živočišné říše přispívají keporkakové (Megaptera), kteří si zde dělají zastávku při každoročním putování na jih, a velryby jižní (Eubalaena australis), které sem připlouvají z důvodu rozmnožování. Mezi další zdejší obyvatele podmořského světa patří žralok tygří (Galeocerdo cuvier), žralok obrovský (Rhincodon typus), žralok veliký (Cetorhinus maximus), delfín skákavý (Tursiops truncatus), kladivounovití (Sphyrnidae), manta atlantská (Manta birostris), kareta obrovská (Chelonia mydas), kareta obecná (Caretta caretta). Ze suchozemských živočichů zde žijí např. klokánek zemní (Bettongia lesueur), klokan kosmatý (Lagorchestes hirsutus), klokan páskovaný (Lagostrophus fasciatus), bandikut páskovaný (Perameles bougainville), myška severoaustralská (Pseudomys fieldi), krysa zajícová (Leporillus conditor).

## Fotogalerie

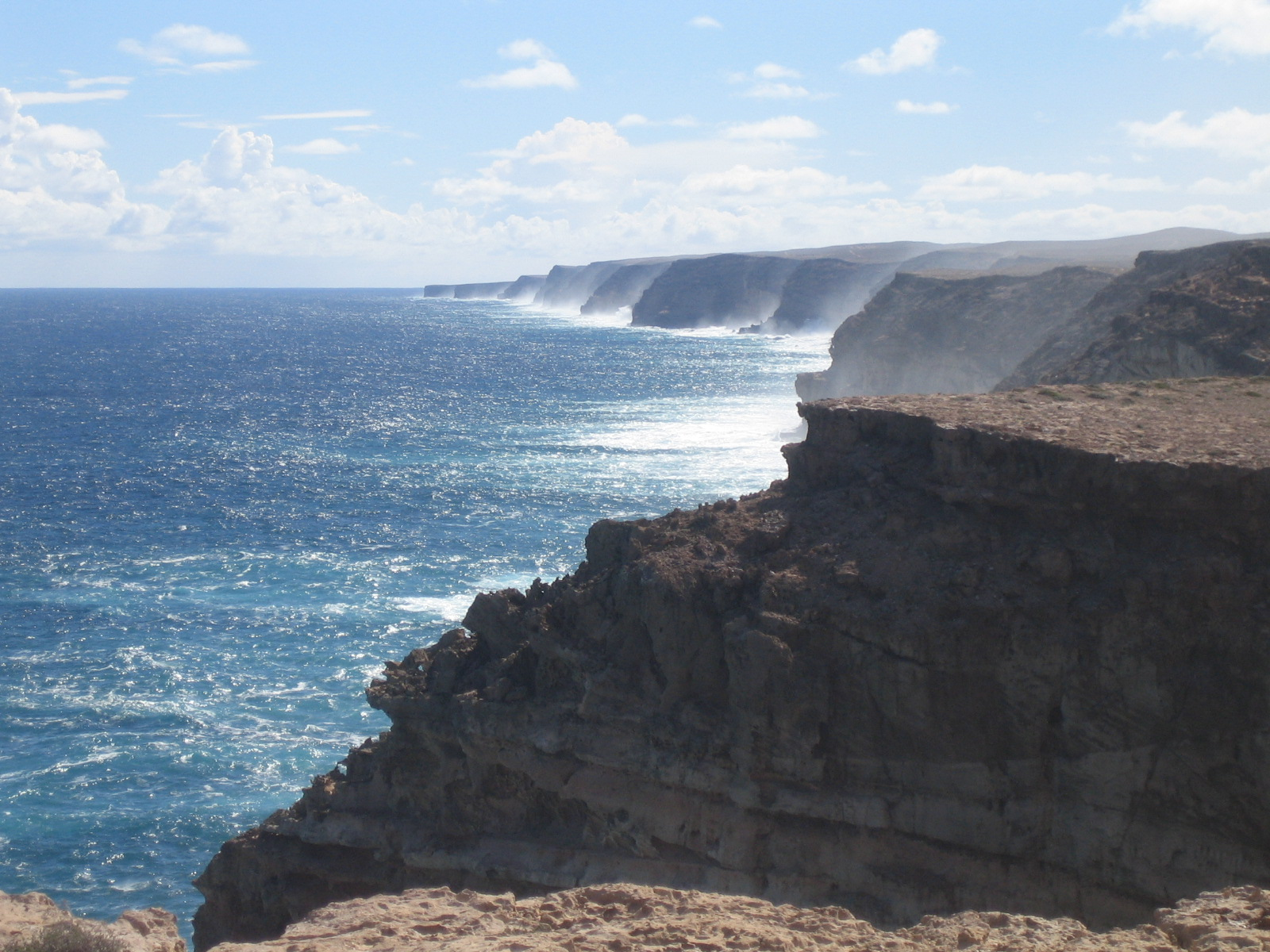
Útesy Zuytdorp
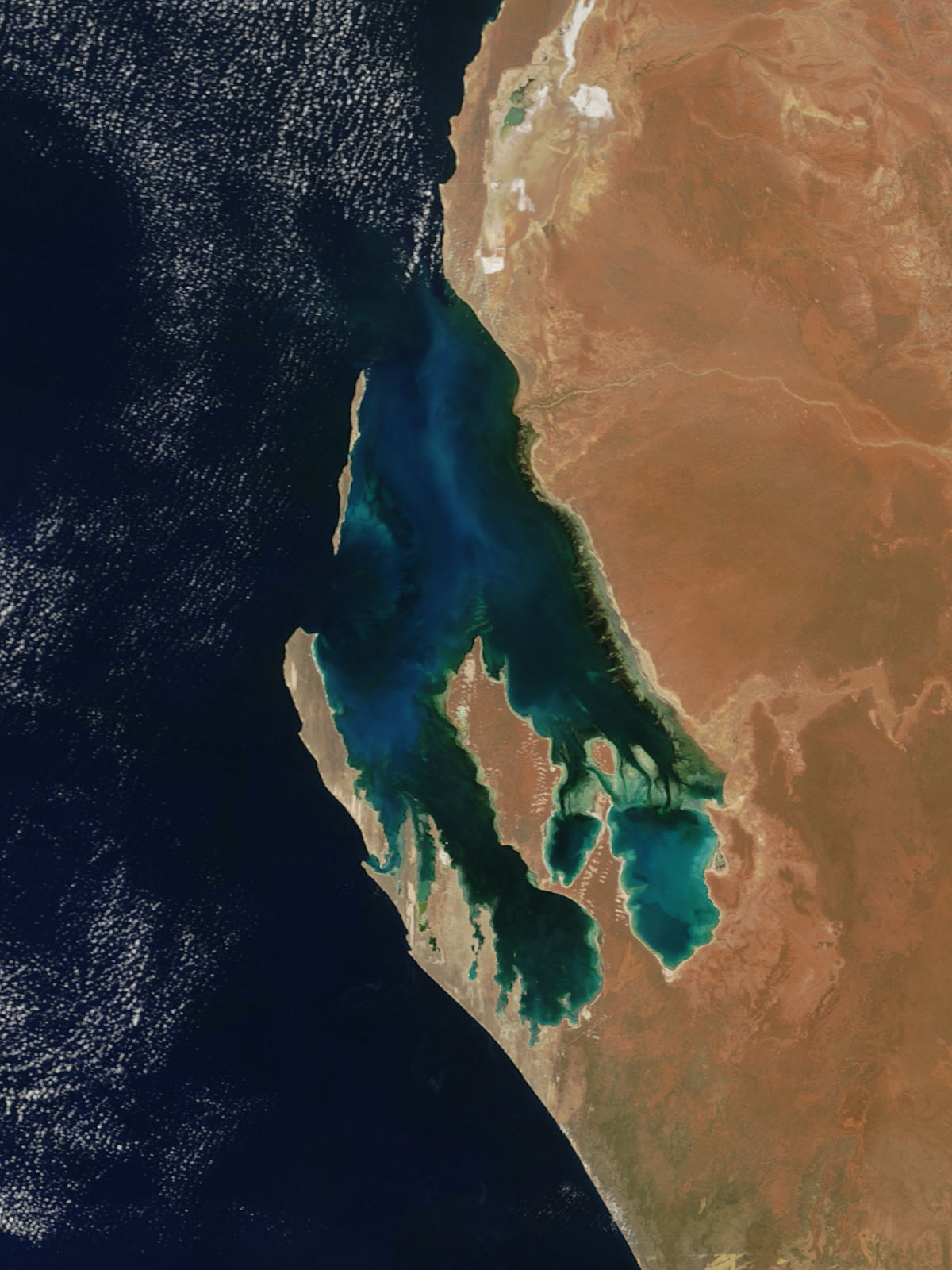
Satelitní snímek
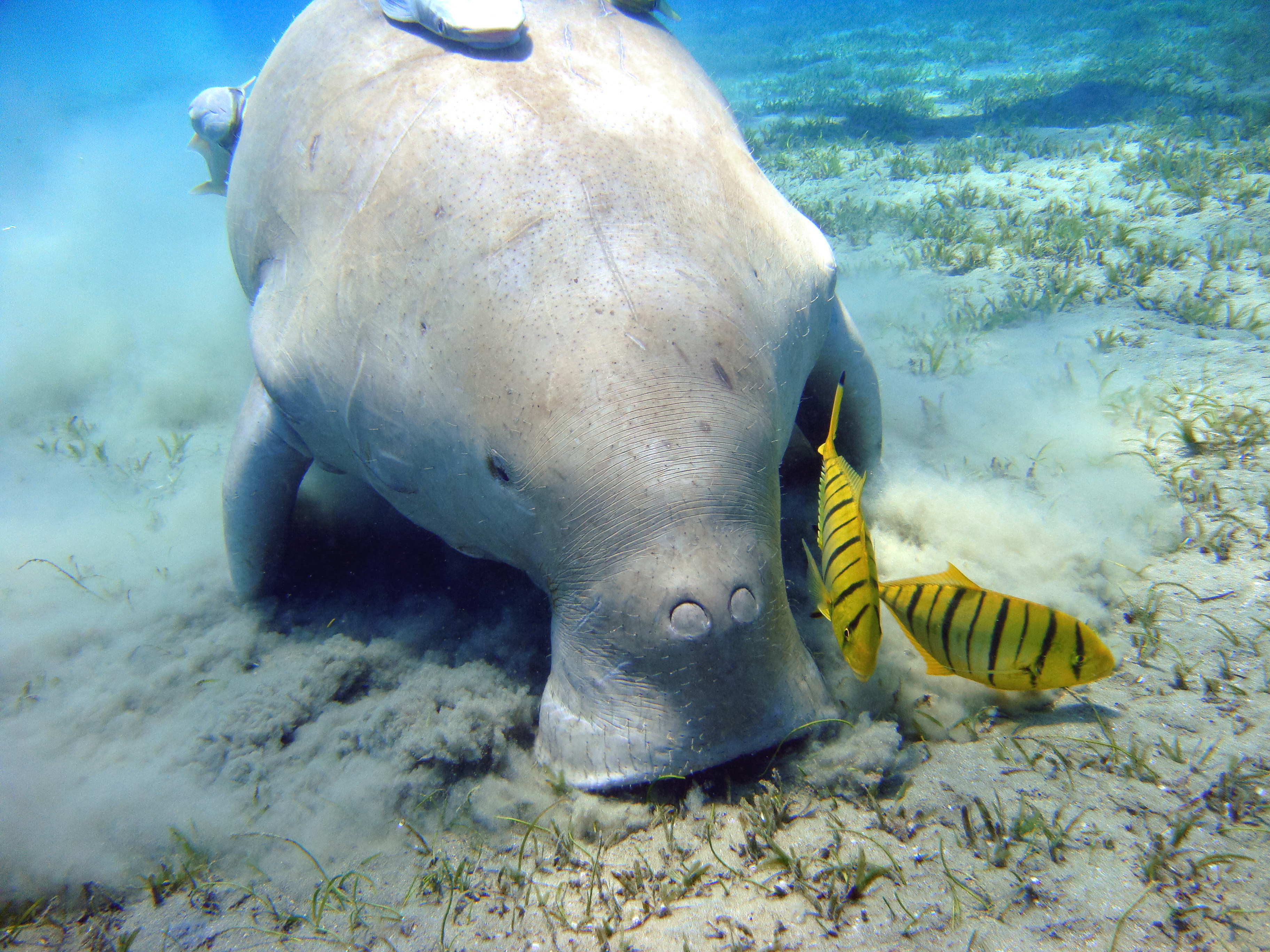
Dugong
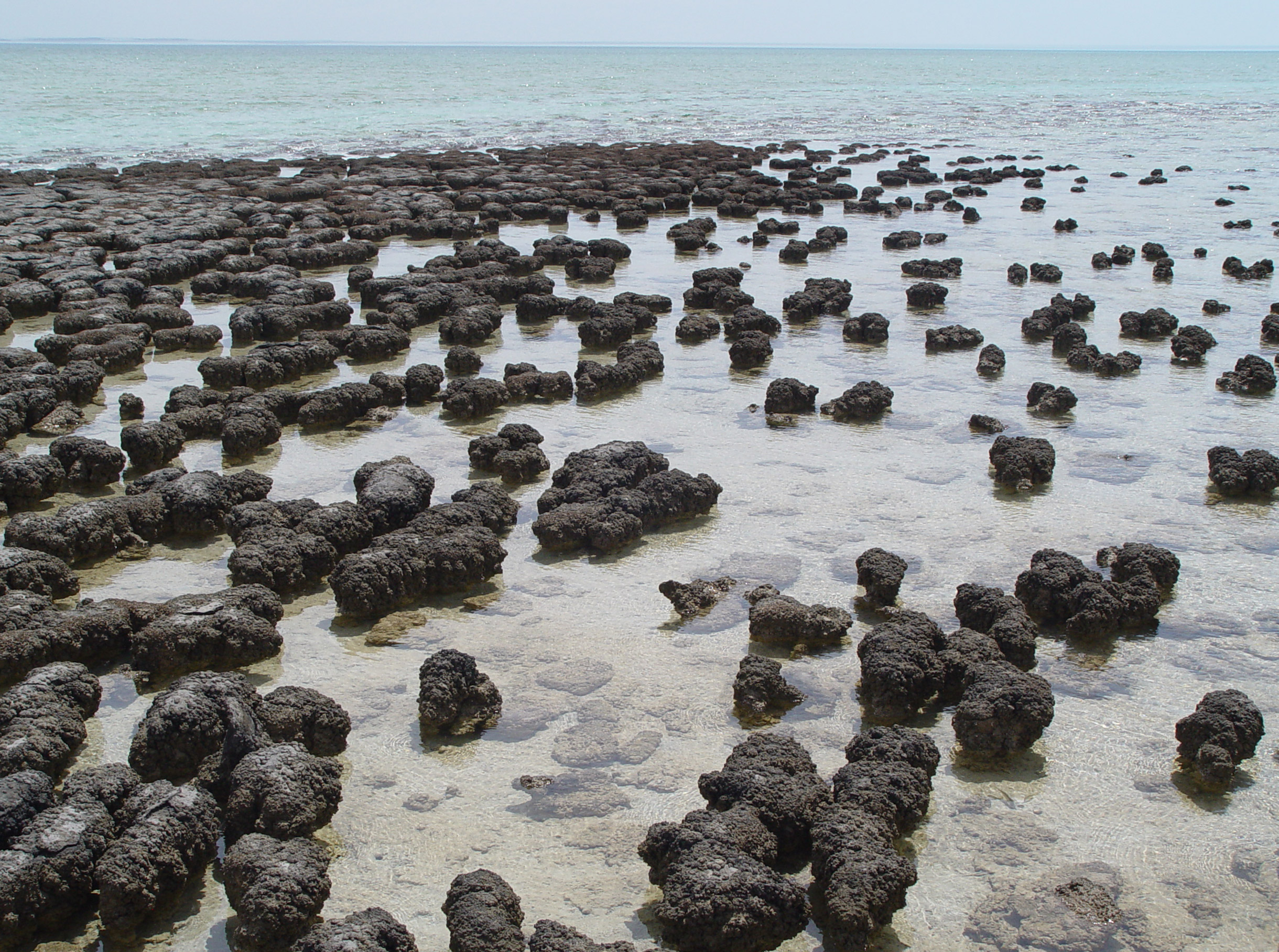
Pole stromatolitů
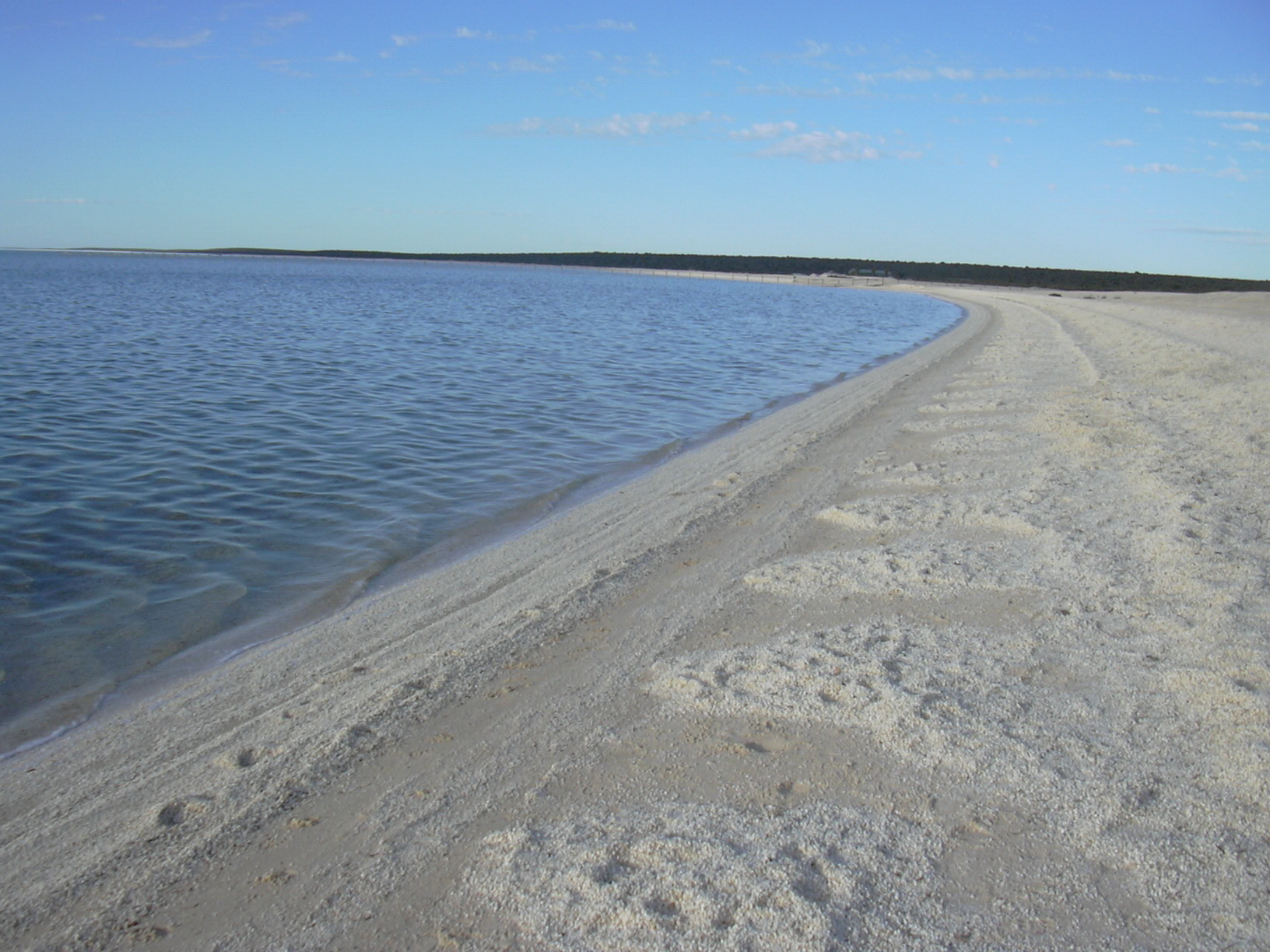
Pláž Shell Beach